# Pițigoi de stuf

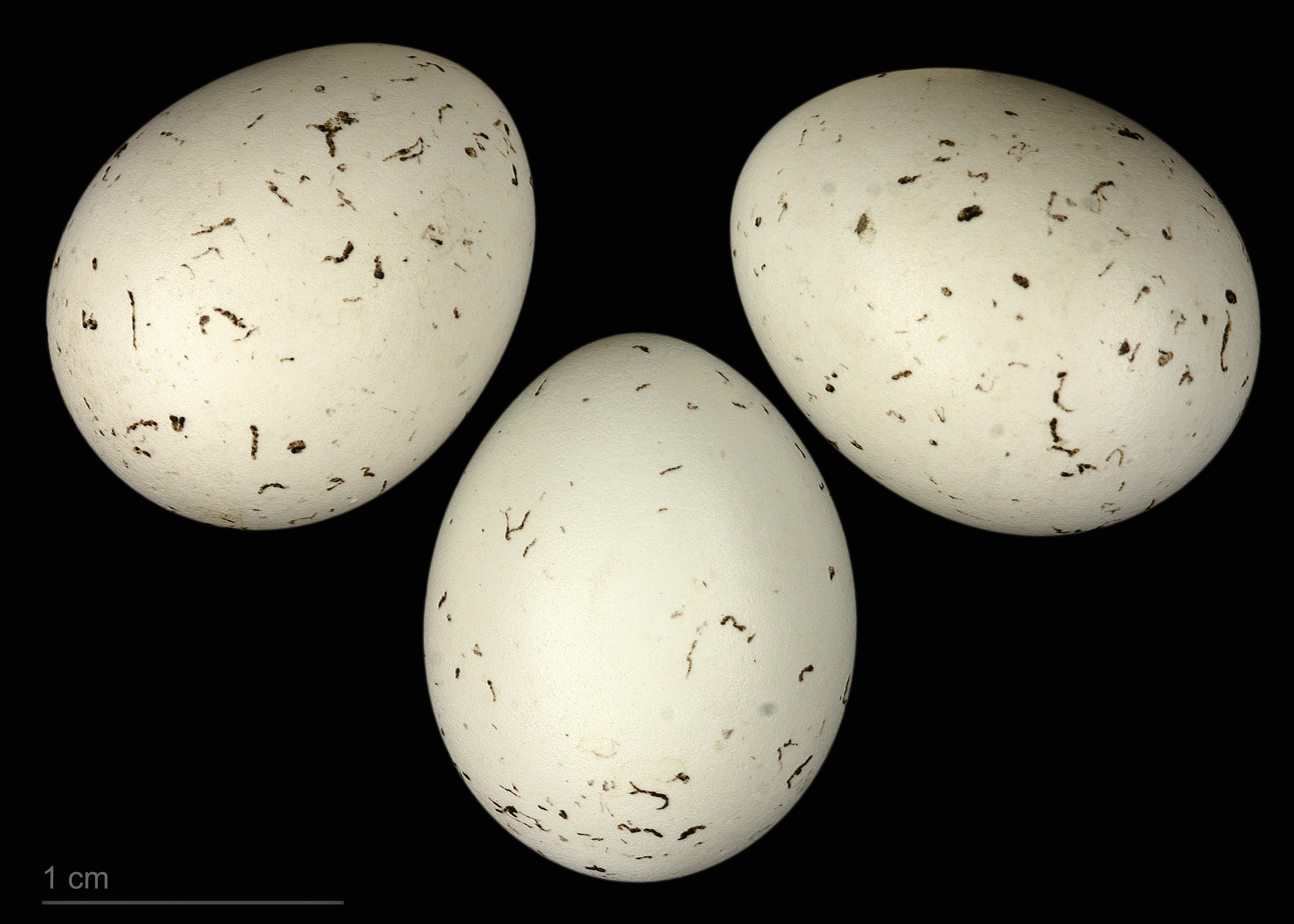
Panurus biarmicus biarmicus - (MHNT)

Pițigoiul de stuf (Panurus biarmicus), numit și pițigoi mustăcios, pițigoi bărbos, pițigoi perciunat, aușel de stuf, aușel bărbos, este o pasăre mică sedentară din familia Panuridae care trăiește în ținuturile joase în marile întinderi de stufăriș din majoritatea țărilor din Europa și Asia. 

## Descriere
Coloritul spatelui este galben-lutos, capul albastru-cenușiu cu două mustăți negre la masculi, ce pornesc de la ochi și de la baza ciocului, însă care lipsesc la femele. Are coada foarte lungă, ciocul conic, cu vârful ascuțit, galben ca lămâia, iar picioarele negre. Talia este mică, cât vrabia, lungimea corpului este de 16-17,5 cm, iar greutatea de 15-21 g. Poate trăi până la 7 ani. 

## Comportament
Primăvara și vara se hrănește cu insecte și melcișori; toamna cu semințe de trestie și alte plante acvatice. Cuibul și-l face între câteva fire de stuf sau rogoz la o înălțime de 30-125 cm deasupra apei, în formă de cupă, îngustat la partea superioară; el este construit de ambele sexe din fire de stuf și rogoz uscat, căptușit cu panicule de stuf, câteodată și cu pene. Ouăle, în număr de 4-8 sunt depuse în a doua jumătate a lunii aprilie, ele sunt fusiforme, netede, lucitoare, de colorit smântâniu, cu stropi, liniuțe subțiri și pete extrem de fine, de culoare maro închis, și au o dimensiune medie de 17,4 × 13,7 mm. Incubația durează 10-14 zile. Clocesc alternativ ambele sexe. O pereche poate depune 2-4 ponte pe an. 
Puii sunt nidicoli, golași, cu pielea de culoarea cărnii, cu gâtlejul pe laturi roșu-stacojiu aprins; limba neagră, având vârful, marginile și papilele albe; cerul gurii negru, cu negi minusculi, albi, formând două arcuri suprapuse. Puii sunt îngrijiți 12-16 zile de ambii părinți până devin zburători. Pițigoii de stuf în afara perioadei de cuibărit, mai ales iarna, hoinăresc în cârduri după hrană, prin stufării și vegetația uscată acvatică. 
Strigătul lor este caracteristic, ping-ping, răsunând asemenea sunetului scos prin ciocnirea a două pietre. În România pițigoiul de stuf este o specie comună în Delta Dunării și în stufăriile întinse din cursul inferior al Dunării și din alte zone ale țării; este prezentă tot timpul anului, iarna în special în sudul și sud-estul României. Populația estimată din România este de 71.000-97.000 de perechi cuibăritoare, doar Rusia are o populație mai mare. În Republica Moldova populează teritorii cu stufărișuri bogate din bălțile Prutului și Nistrului. 

## Subspecii
Specia Panurus biarmicus include 3 subspecii: Panurus biarmicus biarmicus, Panurus biarmicus russicus și Panurus biarmicus kosswigi.  În România și Republica Moldova trăiește subspecia Panurus biarmicus russicus.

## Galerie

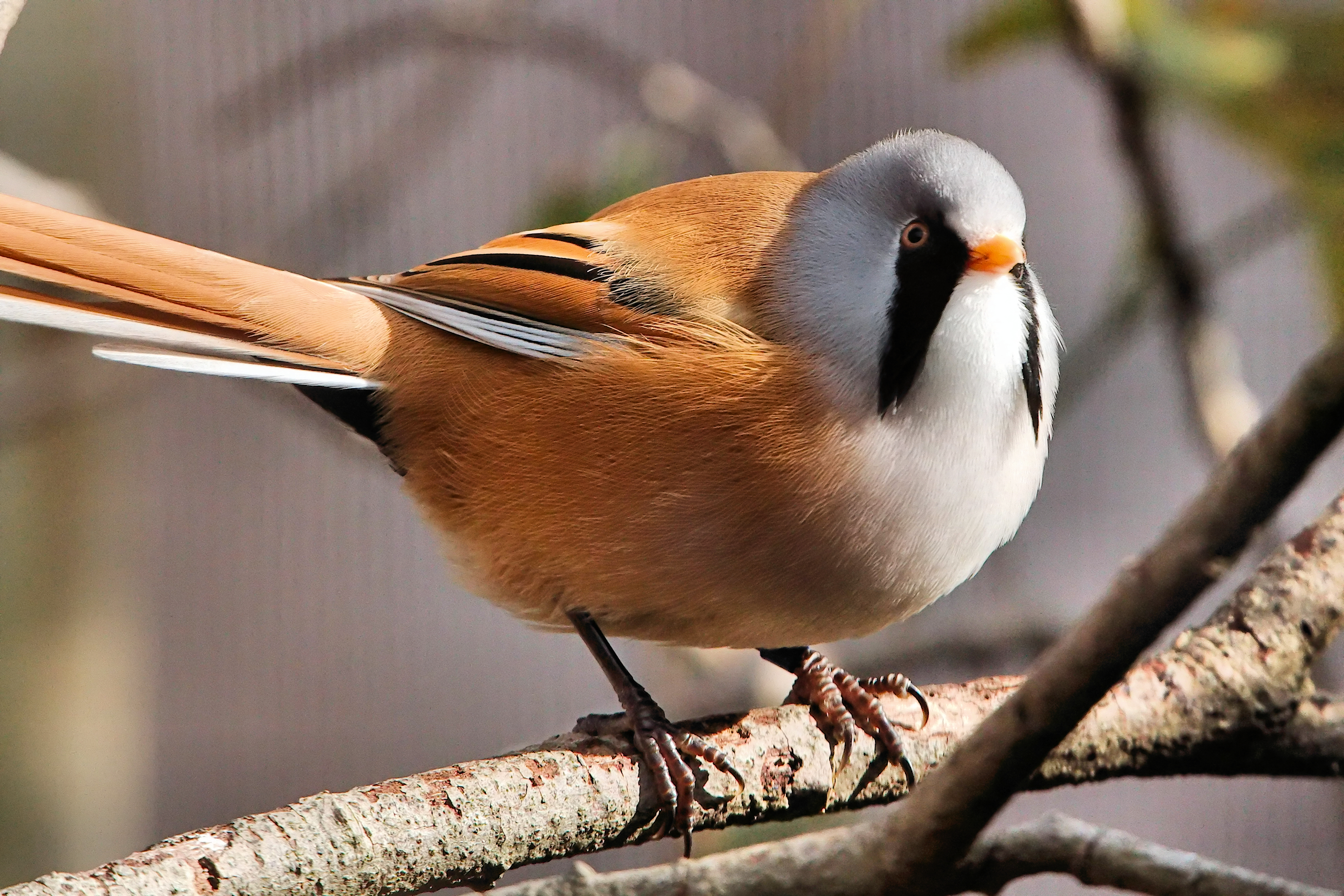
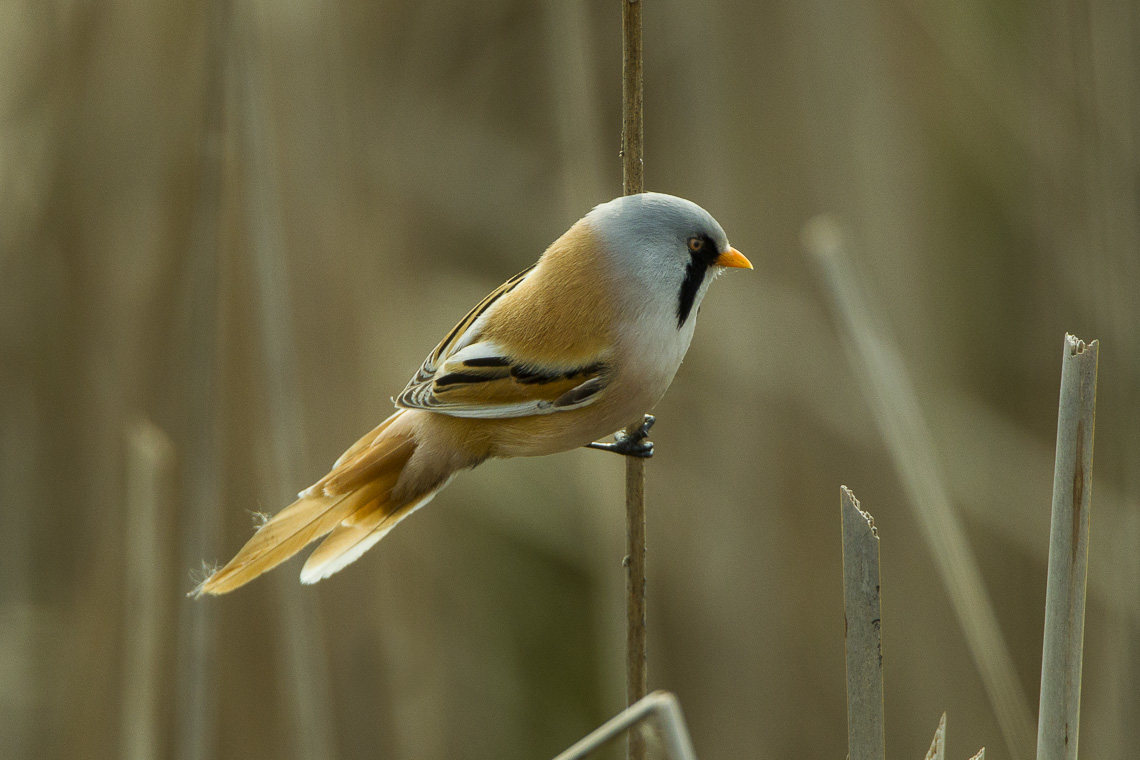
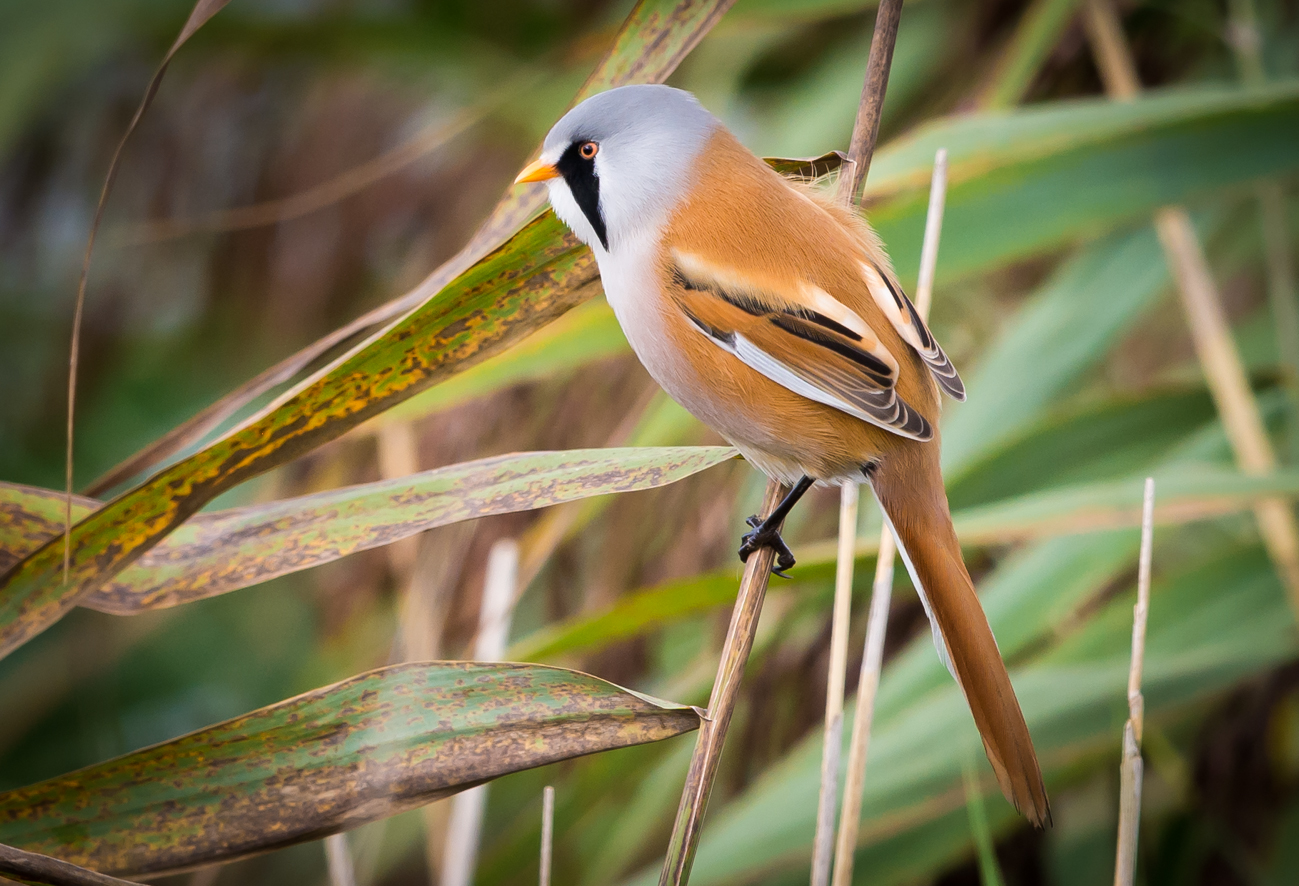